# Sukobin
Sukobin (in italiano San Calvino) è un centro abitato del Montenegro, frazione del comune di Dulcigno.

## Società
La popolazione di Sukobin è quasi interamente di etnia albanese.

## Infrastrutture e trasporti
Il centro abitato è attraversato dalla strada maestra M-1 (parte della strada europea E851).